# شعب فتاحي (المخادر)

تعديل مصدري - تعديل

شعب فتاحي محلة تابعة لقرية الجبانة، التابعة لعزلة السحول بمديرية المخادر إحدى مديريات محافظة إب في الجمهورية اليمنية، بلغ تعداد سكانها 27 حسب تعداد اليمن لعام 2004.